# Frustration relative
La frustration relative désigne, en sociologie, le décalage entre ce que les agents sociaux ou individus considèrent comme pouvant être raisonnablement désiré, et l'état de fait de ce qu'ils possèdent.  

## Concept
La frustration relative est utilisée en sociologie des mouvements sociaux et sociologie de l'action collective pour indiquer que les individus ou les groupes ne sont pas tant mus par la frustration absolue que par une frustration relative, c'est-à-dire par le décalage entre ce qu'ils espèrent légitimement et ce qu'ils constatent ou perçoivent qu'ils ont. La frustration collective est, selon Michel Dubois, « rien d'autre que le résultat, au niveau collectif, de la volonté de chaque individu de maximiser son intérêt dans une situation d'interaction particulière - c'est-à-dire une situation où les individus déterminent pour partie leur comportement en fonction de celui [des individus considérés comme disposant de plus] ».   
La notion a initialement été développée par Alexis de Tocqueville. Il soutient que la Révolution française a été rendue possible par le mécanisme de la frustration relative, bien qu'il ne le nomme pas ainsi. Il considère que le Tiers état a été motivé dans sa décision d'entrer en révolution par la prise de conscience de ce que leurs ambitions, qui étaient impossibles à réaliser par le passé, devenaient possibles du fait de l'affaiblissement du régime.  
Elle a ensuite été reprise par Ted Gurr. Il publie en 1970 son magnum opus, Why Men Rebel, où il pose les fondements de l'analyse politologique de la frustration relative et de ses effets. Gurr rejette toutefois l'explication simpliste selon laquelle il y aurait un lien de causalité mécanique entre d'un côté, la frustration perçue, et, de l'autre, l'éruption de mouvements sociaux. 
Le concept de frustration relative fraternelle est utilisé pour désigner le sentiment qu'un individu a lorsqu'il perçoit son groupe social, ou un groupe social pour lequel il a un intérêt, comme étant dans une situation de frustration relative. 

## Utilisations ultérieures

### Analyse des émeutes et des guerres
Elle a été utilisée comme modèle explicatif des Émeutes de Watts. Le sentiment de frustration relative des afro-américains, combiné à des conditions environnementales défavorables (comme la vague de chaleur estivale) a amplifié les actes d'agression, qui auraient été exacerbés par des stimuli agressifs. Cela aurait permis à la violence de se généraliser.
René Lemarchand, dans une étude de 2006, explique les conflits interethniques en Afrique par des sentiments mutuels de frustration relative.

### Analyse de la xénophobie
Certaines études ont analysé la xénophobie comme étant causée par un sentiment de frustration relative de populations marginalisées qui voient arriver de nouveaux individus dans leur quartier. 

### Analyse de l'influence des programmes télévisés
Une étude menée par Yang et al. en 2008 sur les effets des programmes télévisés américains sur les Coréens du Sud et sur les Indiens a montré que ces programmes, qui montraient des standards de vie américains élevés, tendaient à faire augmenter l'insatisfaction de ces individus et donc leur frustration relative.